# Estadio de Wembley (1923)
El Estadio de Wembley (en inglés: Wembley Stadium), originalmente llamado Estadio Imperial, fue un estadio multifuncional (aunque principalmente utilizado para la práctica del fútbol) que se encontraba ubicado en el barrio del mismo nombre en Londres, capital de Reino Unido. Fue el estadio más emblemático del país y uno de los más conocidos de todo el mundo, a tal grado de recibir como sobrenombre el término Catedral del fútbol mundial, apelativo reforzado por sus distintivas torres laterales en su fachada principal. Fue inaugurado el 28 de abril de 1923 con la final de la FA Cup entre Bolton y West Ham; el primer gol cayó por cuenta del jugador David Jack, el primero de los dos tantos con los que Bolton terminaría coronándose.
Fue la sede principal de los Juegos Olímpicos de Londres 1948, escenificando las ceremonias de inauguración y clausura, las pruebas atléticas, el Torneo olímpico de fútbol (incluyendo la final) y las pruebas de equitación.
Posteriormente se convirtió en el estadio principal que albergaría nueve partidos de la Copa del mundo de fútbol Inglaterra 1966, incluida en estos la final, en donde la escuadra local, la selección inglesa obtuvo su primer título venciendo 4-2 a Alemania Federal.
Es el segundo de los estadios que albergaron los dos eventos deportivos más importantes del mundo, los Juegos Olímpicos y la Copa Mundial de Fútbol. En ambas ocasiones como escenario principal, en la ceremonia de inauguración de la justa veraniega y de la final del certamen futbolístico, un hito que comparte con seis inmuebles más.
La relevancia del escenario a nivel local lo llevó a ser la sede habitual de las finales de los certámenes coperos ingleses: la FA Cup (1923-2000), la Copa de la Liga (1967-2000) y la Community Shield (1974-2000); todo ello a pesar de que nunca contó con un club local fijo, aunque con el tiempo los clubes londinenses lo usaron en situaciones emergentes dentro de la liga inglesa. No obstante, si fue la sede principal de la selección de fútbol de Inglaterra.
A nivel internacional escenificó diversas competencias como la British Home Championship, la Eurocopa de 1996 (donde recibió la final), cinco finales de la Liga de Campeones de la UEFA (marca entre los estadios europeos), la Recopa de Europa y las clasificatorias a la Eurocopa y la Copa del Mundo.
En 2002 fue demolido y en su lugar se construyó el Nuevo Wembley.

## Historia
Obra de los arquitectos John Simpson y Maxwell Aryton y del ingeniero Owen Williams, fue inaugurado en 1923 con ocasión de la exposición imperial británica a realizarse el año siguiente, de hecho su nombre inglés era el Empire Stadium.
El primer partido jugado en Wembley fue la final de la FA Cup de 1923, jugada entre el Bolton Wanderers y el West Ham United, conocida como la «final del caballo blanco».

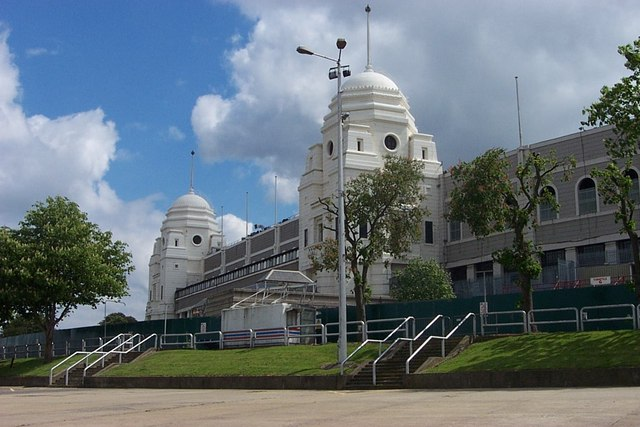
Exterior del estadio con las clásicas torres.

Era «la Catedral del fútbol» según Pelé, y por ella desfilaron grandes figuras del fútbol mundial. Sobre el césped de Wembley se disputaron un total de cinco finales de la Copa de Europa, resultando campeones en este recinto deportivo el AC Milan, el Manchester United, el Ajax de Ámsterdam, el Liverpool FC y el FC Barcelona.
Sin embargo, el estadio fue demolido en el 2002 con la finalidad de crear un Nuevo Wembley, una arena ultramoderna multiuso de 90 000 personas de capacidad que pudiera recibir los Juegos Olímpicos de Londres 2012.
El último partido que se jugó en el viejo Wembley fue el que convocó a las selecciones de Inglaterra y Alemania, en el año 2000, que terminó con victoria alemana por uno a cero.
En 1985 se realizó la primera parte del concierto Live Aid con el estadio lleno (74 000 espectadores). En el año 1986 la banda inglesa Queen visitó el mítico estadio, presentándose en noches consecutivas el 11 y 12 de julio. En 1988 se realizó la Segunda Parte del Bad World Tour de Michael Jackson en julio y agosto de ese año. Después, el 29 de agosto de 1992, se realizó el evento SummerSlam de la empresa World Wrestling Entertainment WWE. En el Tributo a Freddie Mercury se llenó completamente de nuevo, vendiéndose la totalidad de las entradas en solo tres días. También en 1995, Bon Jovi llenó el estadio durante tres noches seguidas.

## Final Copa de Campeones de Europa 1962-63
| 22 de mayo de 1963 | AC Milan         | 2:1 (0:1) | SL Benfica  | Estadio de Wembley, Londres                                             |                                                                         |
|                    | Altafini 58' 66' |           | Eusébio 18' | Asistencia: 45.700 espectadores Árbitro(s): Arthur Holland (Inglaterra) | Asistencia: 45.700 espectadores Árbitro(s): Arthur Holland (Inglaterra) |

## Final Recopa de Europa 1964-65
| 19 de mayo de 1965 | West Ham United FC  | 2:0 (0:0) | TSV 1860 München | Estadio de Wembley, Londres                                             |                                                                         |
|                    | Alan Sealey 70' 72' |           |                  | Asistencia: 97.974 espectadores Árbitro(s): Arthur Holland (Inglaterra) | Asistencia: 97.974 espectadores Árbitro(s): Arthur Holland (Inglaterra) |

## Copa Mundial de Fútbol de 1966
Grupo A
| 11 de julio de 1966 | Inglaterra | 0:0 | Uruguay | Estadio de Wembley, Londres                                        |  |
|                     |            |     |         | Asistencia: 87.000 espectadores Árbitro(s): Istvan Zsolt (Hungría) |  |

| 13 de julio de 1966 | Francia     | 1:1 (0:0) | México    | Estadio de Wembley, Londres                                             |                                                                         |
|                     | Hausser 62' |           | Borja 48' | Asistencia: 69.000 espectadores Árbitro(s): Menachem Ashkenazi (Israel) | Asistencia: 69.000 espectadores Árbitro(s): Menachem Ashkenazi (Israel) |

| 16 de julio de 1966 | Inglaterra            | 2:0 (0:0) | México | Estadio de Wembley, Londres                                            |                                                                        |
|                     | Charlton 37' Hunt 75' |           |        | Asistencia: 92.000 espectadores Árbitro(s): Concetto Lo Bello (Italia) | Asistencia: 92.000 espectadores Árbitro(s): Concetto Lo Bello (Italia) |

| 19 de julio de 1966 | Uruguay | 0:0 | México | Estadio de Wembley, Londres                                        |  |
|                     |         |     |        | Asistencia: 61.000 espectadores Árbitro(s): Bertil Loeoew (Suecia) |  |

| 20 de julio de 1966 | Inglaterra    | 2:0 (1:0) | Francia | Estadio de Wembley, Londres                                        |                                                                    |
|                     | Hunt 38', 75' |           |         | Asistencia: 98.000 espectadores Árbitro(s): Arturo Yamasaki (Perú) | Asistencia: 98.000 espectadores Árbitro(s): Arturo Yamasaki (Perú) |

Cuartos de Final
| 23 de julio de 1966 | Inglaterra | 1:0 (0:0) | Argentina | Estadio de Wembley, Londres                                                     |                                                                                 |
|                     | Hurst 78'  |           |           | Asistencia: 90.000 espectadores Árbitro(s): Rudolf Kreitlein (Alemania Federal) | Asistencia: 90.000 espectadores Árbitro(s): Rudolf Kreitlein (Alemania Federal) |

Semifinal
| 26 de julio de 1966 | Inglaterra          | 2:1 (1:0) | Portugal        | Estadio de Wembley, Londres                                           |                                                                       |
|                     | B.Charlton 30', 80' |           | Eusébio 82' (p) | Asistencia: 94.000 espectadores Árbitro(s): Pierre Schwinte (Francia) | Asistencia: 94.000 espectadores Árbitro(s): Pierre Schwinte (Francia) |

Tercer Lugar
| 28 de julio de 1966 | Portugal                   | 2:1 (1:1) | Unión Soviética | Estadio de Wembley, Londres                                          |                                                                      |
|                     | Eusébio 12' (p) Torres 89' |           | Malofeiev 43'   | Asistencia: 87.000 espectadores Árbitro(s): Ken Dagnall (Inglaterra) | Asistencia: 87.000 espectadores Árbitro(s): Ken Dagnall (Inglaterra) |

Final
| 30 de julio de 1966 | Inglaterra                       | 4:2 (2:2, 1:1) | Alemania Federal     | Estadio de Wembley, Londres                                          |                                                                      |
|                     | Hurst 18', 101', 120' Peters 78' |                | Haller 12' Weber 89' | Asistencia: 97.924 espectadores Árbitro(s): Gottfried Dienst (Suiza) | Asistencia: 97.924 espectadores Árbitro(s): Gottfried Dienst (Suiza) |

## Eurocopa de Fútbol 1968
| 3 de abril de 1968, 19:45 | Inglaterra   | 1:0 (0:0) | España | Wembley Stadium, Londres                                          |                                                                   |
|                           | Charlton 84' |           |        | Asistencia: 100.000 espectadores Árbitro(s): Gilbert Droz (Suiza) | Asistencia: 100.000 espectadores Árbitro(s): Gilbert Droz (Suiza) |

## Eurocopa de Fútbol 1972
| 29 de abril de 1972, 19:45 | Inglaterra | 1:3 (0:1) | Alemania Federal                        | Wembley Stadium, Londres                                             |                                                                      |
|                            | Lee 78'    |           | Hoeneß 26' Netzer (p) 85' G. Müller 88' | Asistencia: 100.000 espectadores Árbitro(s): Robert Helies (Francia) | Asistencia: 100.000 espectadores Árbitro(s): Robert Helies (Francia) |

## Final Copa de Campeones de Europa 1967-68
| 29 de mayo de 1968 | Manchester United                      | 4:1 (1:1, 0:0) | SL Benfica | Estadio de Wembley, Londres                                             |                                                                         |
|                    | Charlton 53' 99' · Best 93' · Kidd 94' |                | Graça 75'  | Asistencia: 100.000 espectadores Árbitro(s): Concetto Lo Bello (Italia) | Asistencia: 100.000 espectadores Árbitro(s): Concetto Lo Bello (Italia) |

## Final Copa de Campeones de Europa 1970-71
| 2 de junio de 1971 | Ajax                   | 2:0 (1:0) | Panathinaikos FC | Estadio de Wembley, Londres                                          |                                                                      |
|                    | Van Dijk 5' · Haan 87' |           |                  | Asistencia: 90.000 espectadores Árbitro(s): Jack Taylor (Inglaterra) | Asistencia: 90.000 espectadores Árbitro(s): Jack Taylor (Inglaterra) |

## Final Copa de Campeones de Europa 1977-78
| 10 de mayo de 1978 | Liverpool FC | 1:0 (0:0) | Club Brugge | Estadio de Wembley, Londres                                          |                                                                      |
|                    | Dalglish 65' |           |             | Asistencia: 92.000 espectadores Árbitro(s): Charles Corver (Holanda) | Asistencia: 92.000 espectadores Árbitro(s): Charles Corver (Holanda) |

## Final Copa de Campeones de Europa 1991-92
| 20 de mayo de 1992 | FC Barcelona | 1:0 (0:0, 0:0) | UC Sampdoria | Estadio de Wembley, Londres                                             |                                                                         |
|                    | Koeman 111'  |                |              | Asistencia: 70.827 espectadores Árbitro(s): Aron Schmidhuber (Alemania) | Asistencia: 70.827 espectadores Árbitro(s): Aron Schmidhuber (Alemania) |

## Final Recopa de Europa 1992-93
| 12 de mayo de 1993 | Parma FC                            | 3:1 (2:1) | Royal Antwerp FC | Estadio de Wembley, Londres                                                   |                                                                               |
|                    | Minotti 9' · Melli 30' · Cuoghi 86' |           | Severeyns 12'    | Asistencia: 37.393 espectadores Árbitro(s): Karl-Josef Assenmacher (Alemania) | Asistencia: 37.393 espectadores Árbitro(s): Karl-Josef Assenmacher (Alemania) |

## Eurocopa 1996
Grupo A
| 8 de junio de 1996, 15:00 | Inglaterra  | 1:1 (1:0) | Suiza                 | Estadio de Wembley, Londres                                           |                                                                       |
|                           | Shearer 23' |           | Türkyilmaz 84' (pen.) | Asistencia: 77.000 espectadores Árbitro(s): Manuel Díaz Vega (España) | Asistencia: 77.000 espectadores Árbitro(s): Manuel Díaz Vega (España) |

| 15 de junio de 1996, 15:00 | Inglaterra                  | 2:0 (0:0) | Escocia | Estadio de Wembley, Londres                                             |                                                                         |
|                            | Shearer 53' · Gascoigne 79' |           |         | Asistencia: 77.000 espectadores Árbitro(s): Pierluigi Pairetto (Italia) | Asistencia: 77.000 espectadores Árbitro(s): Pierluigi Pairetto (Italia) |

| 18 de junio de 1996, 19:30 | Países Bajos | 1:4 (0:1) | Inglaterra                                  | Estadio de Wembley, Londres                                        |                                                                    |
|                            | Kluivert 78' |           | Shearer 23' (pen.) 57' · Sheringham 51' 62' | Asistencia: 73.000 espectadores Árbitro(s): Gerd Grabher (Austria) | Asistencia: 73.000 espectadores Árbitro(s): Gerd Grabher (Austria) |

Cuartos de Final
| 22 de junio de 1996, 15:00 | España                         | 0:0 (t. s.)(2:4 p.)        | Inglaterra                           | Estadio de Wembley, Londres                                      |  |
|                            |                                |                            |                                      | Asistencia: 78.000 espectadores Árbitro(s): Marc Batta (Francia) |  |
|                            |                                | Tiros desde el punto penal |                                      |                                                                  |  |
|                            | Hierro · Amor · Belsué · Nadal |                            | Shearer · Platt · Pearce · Gascoigne |                                                                  |  |

Semifinal
| 26 de junio de 1996, 19:30 | Alemania                                          | 1:1 (1:1, 1:1) (t. s.)(6:5 p.) | Inglaterra                                                    | Estadio de Wembley, Londres                                       |                                                                   |
|                            | Kuntz 16'                                         |                                | Shearer 3'                                                    | Asistencia: 77.000 espectadores Árbitro(s): Sandor Puhl (Hungría) | Asistencia: 77.000 espectadores Árbitro(s): Sandor Puhl (Hungría) |
|                            |                                                   | Tiros desde el punto penal     |                                                               |                                                                   |                                                                   |
|                            | Häßler · Strunz · Reuter · Ziege · Kuntz · Möller |                                | Shearer · Platt · Pearce · Gascoigne · Sheringham · Southgate |                                                                   |                                                                   |

Final
| 30 de junio de 1996, 19:00 | Alemania         | 2:1 (0:0) | República Checa   | Estadio de Wembley, Londres                                             |                                                                         |
|                            | Bierhoff 73' 95' |           | Berger 59' (pen.) | Asistencia: 73.611 espectadores Árbitro(s): Pierluigi Pairetto (Italia) | Asistencia: 73.611 espectadores Árbitro(s): Pierluigi Pairetto (Italia) |